# Ordenação de um Cavaleiro

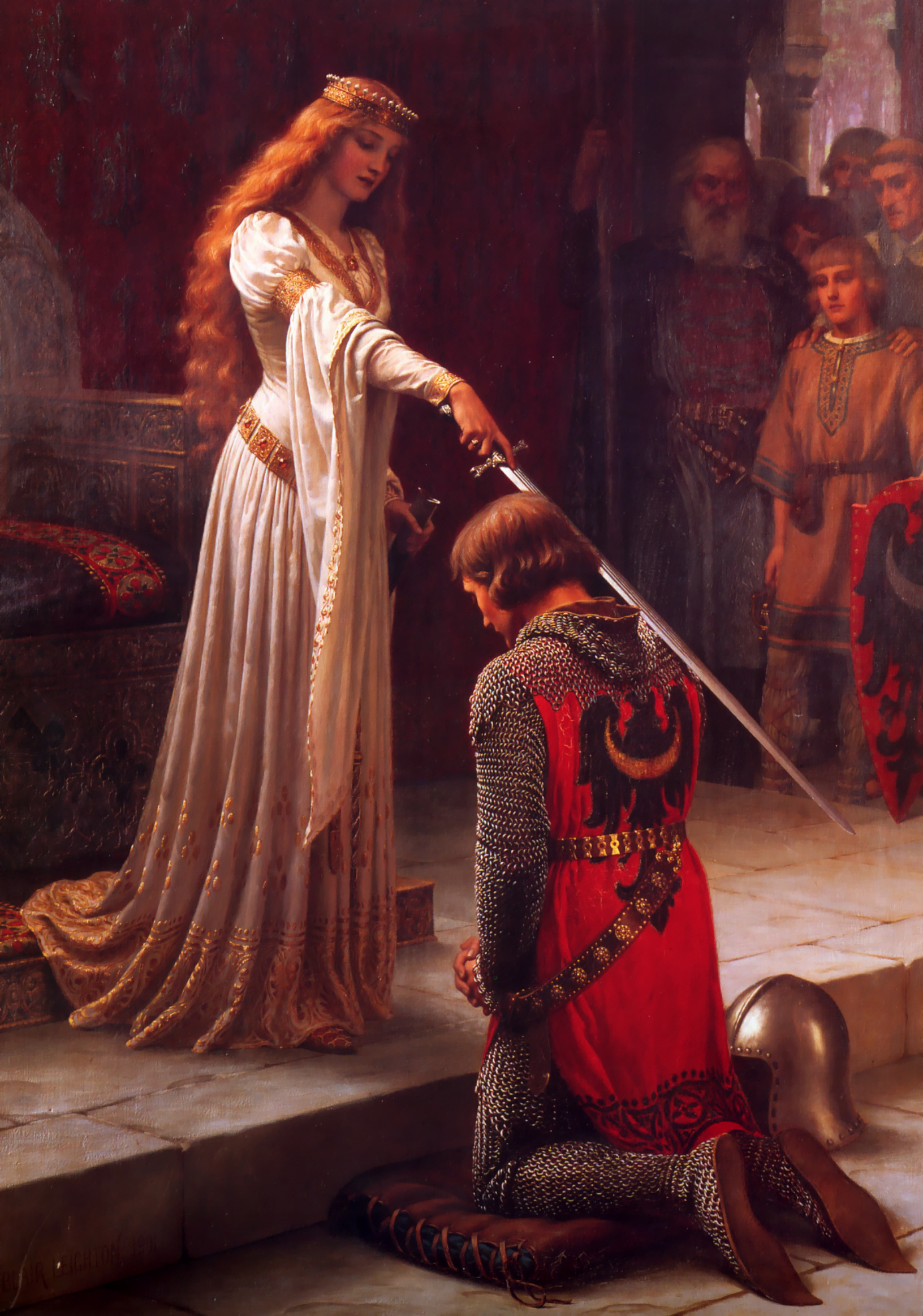
Ordenação de um Cavaleiro, de Edmund Blair Leighton.

A Ordenação de um Cavaleiro ou a Investidura de um Cavaleiro foi, durante a Idade Média, um ato nobre e carregado de forte simbolismo. Era caracterizado por uma importante cerimónia ritual com o objectivo de iniciação do dignitário na dignidade de cavaleiro.

## Cerimónia
A cerimónia de investidura e ordenação do cavaleiro assumia várias formas e usualmente culminava com o ato solene de tocar com a parte plana de uma espada no ombro de cada um dos nomeados 
ou no braço ou mesmo no pescoço.
No primeiro exemplo, o "cavaleiro eleito" ajoelha-se perante o nomeador, geralmente o rei, mas também um príncipe, uma princesa ou mesmo outro membro da realeza e muitas vezes uma dama (salva de uma aflição pelo candidato), ou outro cavaleiro no campo de batalha ou num local sagrado.
A nomeação era feita com o nomeador (rei por exemplo), de pé e o futuro cavaleiro ajoelhado à frente deste, num pequeno banco ou mesmo no chão. O rei em seguida coloca a espada de lado no ombro direito do candidato, levantando depois levemente a espada acima da cabeça do nomeado, voltando seguidamente a pousa-la, desta feita no ombro esquerdo. 
Geralmente este ato era acompanhado por uma frese de nomeação. Já nomeado, o cavaleiro levanta-se e o nomeador coloca-lhe a insígnia da ordem na qual foi nomeado.
Este ato de nomeação, segundo alguns historiadores, sofreu alterações ao longo dos séculos, pois sendo as circunstancias muito variáveis, as nomeações podiam tanto ser feitas num palácio como num campo de batalha.
O ato final muitas vezes era acompanhado por um abraço de confraternização ou um toque leve na bochecha ou no pescoço.
A história regista que Guilherme I de Inglaterra “o Conquistador” nomeou o seu filho Henrique I de Inglaterra como cavaleiro do seguinte modo: aplicou-lhe um golpe de punho nu, como primeiro ato. Foi um golpe na orelha, com o objectivo de que fosse lembrado para sempre. Depois um toque suave com a palma da sua espada contra a lateral do pescoço. Seguido do toque nos ombros, que passou a ser usado até à atualidade na tradição da Grã-Bretanha 